# Waldemar Gawron
Waldemar Gawron (ur. 1 grudnia 1940 w Dąbrowie Górniczej, zm. 8 stycznia 2015 w Czeladzi) – polski lekkoatleta, specjalista skoku w dal.
Na mistrzostwach Europy w 1962 w Belgradzie zajął 5. miejsce w finale konkursu skoku w dal wynikiem 7,73 m (zwyciężył Igor Ter-Owanesjan skokiem na odległość 8,19 m).
Gawron był mistrzem Polski w skoku w dal w 1962 i wicemistrzem w 1964. W latach 1961–1964 wystąpił w 8 meczach reprezentacji Polski, odnosząc 2 zwycięstwa indywidualne.
Jego rekord życiowy wynosi 7,75 m (2 września 1962 w Łodzi). Startował w klubach Włókniarz Sosnowiec i Śląsk Wrocław. Po zakończeniu kariery sportowej był działaczem lekkoatletycznym w Dąbrowie Górniczej.